# Греко-римская борьба на летних Олимпийских играх 1932 — свыше 87 кг
Соревнования по греко-римской борьбе в рамках Олимпийских игр 1932 года в тяжёлом весе (свыше 87 килограммов) прошли в Лос-Анджелесе с 4 по 7 августа 1932 года в Grand Olympic Auditorium.
Турнир проводился по системе с начислением штрафных баллов. За чистую победу штрафные баллы не начислялись, за победу по очкам борец получал один штрафной балл, за поражение — три штрафных балла. Борец, набравший пять штрафных баллов, из турнира выбывал. Тот круг, в котором число оставшихся борцов становилось меньше или равно количеству призовых мест, объявлялся финальным, и борцы, вышедшие в финал, проводили встречи между собой. В случае, если они уже встречались в предварительных встречах, такие результаты зачитывались. Схватка по регламенту турнира продолжалась 20 минут.
В тяжёлом весе боролись всего 5 участников. Неоспоримым фаворитом был двукратный олимпийский чемпион, чемпион мира 1922 года, чемпион Европы 1925, 1930, 1931 годов швед Карл Вестергрен. Ожидалось, что конкуренцию ему может составить лишь немец Георг Геринг, чемпион Европы 1929 года. Но ход соревнований оказался неожиданным и запутанным. После первого круга всё развивалось по прогнозу: и Вестергрен, и Геринг свои встречи выиграли, оба по очкам и заработали по штрафному баллу. Во втором круге Вестергрен уступил Герингу по очкам, что в общем-то при прогнозируемом развитии событий лишало шведа чемпионского титула. А в третьем круге произошла неожиданность. Чех Йозеф Урбан победил Геринга, и последний, набрав пять штрафных баллов (1+1+3), из турнира выбыл. Вестергрен в том же круге чисто победил австрийца Николауса Хиршля и с четырьмя (1+3+0) штрафными баллами остался в турнире, а точнее — ждать результата финальной встречи Йозефа Урбана с Николаусом Хиршлем.
К финальному раунду лидировал Хиршль, имевший всего три штрафных балла (0+0+3), на втором месте оставался Вестергрен (победивший Хиршля) с четырьмя баллами (1+3+0), а на третьем был Йозеф Урбан, тоже с четырьмя баллами (3+0+1), но проигравший Вестергрену. Судьба золотой медали решалась во встрече Урбана и Хиршля. В случае, если Хиршль побеждал чисто, он (0+0+3+0=3) оставался бы на первом месте, далее располагались бы Вестергрен (4) и Урбан (7). В случае, если Хиршль побеждал по очкам (0+0+3+1=4), тогда он с 4 баллами как ранее проигравший Вестергрену, занял бы второе место, а Вестергрен первое. Но Йозеф Урбан нарушил все эти планы, тушировав на 11 минуте схватки Хиршля. В результате Хиршль с шестью (0+3+0+3=6) баллами откатился на третье место, а Вестергрен и Урбан, каждый с четырьмя баллами, поделили первое и второе места, и Вестергрен стал первым по результатам личной встречи. Таким образом Урбан фактически обеспечил Карлу Вестергрену звание трёхкратного чемпиона олимпийских игр, сначала проиграв шведу, а затем убрав с дороги двух его конкурентов.

## Призовые места
- Карл Вестергрен
- Йозеф Урбан
- Николаус Хиршль

## Первый круг
| Штрафных баллов | Участник 1      | Результат | Участник 2     | Штрафных баллов |
| --------------- | --------------- | --------- | -------------- | --------------- |
| 1               | Георг Геринг    | По очкам  | Алеардо Донати | 3               |
| 1               | Карл Вестергрен | По очкам  | Йозеф Урбан    | 3               |
| 0               | Николаус Хиршль | Пропускал |                |                 |

## Второй круг
| Штрафных баллов | Участник 1      | Результат   | Участник 2      | Штрафных баллов |
| --------------- | --------------- | ----------- | --------------- | --------------- |
| 0               | Николаус Хиршль | Туше (4:41) | Алеардо Донати  | 6               |
| 2               | Георг Геринг    | По очкам    | Карл Вестергрен | 4               |
| 3               | Йозеф Урбан     | Пропускал   |                 |                 |

## Третий круг
| Штрафных баллов | Участник 1      | Результат   | Участник 2      | Штрафных баллов |
| --------------- | --------------- | ----------- | --------------- | --------------- |
| 4               | Йозеф Урбан     | По очкам    | Георг Геринг    | 5               |
| 4               | Карл Вестергрен | Туше (9:13) | Николаус Хиршль | 3               |

## Финал
| Штрафных баллов | Участник 1  | Результат    | Участник 2      | Штрафных баллов |
| --------------- | ----------- | ------------ | --------------- | --------------- |
| 4               | Йозеф Урбан | Туше (10:31) | Николаус Хиршль | 6               |